# 長崎圓喜
长崎圆喜（日语：／ Nagasaki Enki，?—1333年7月4日（?－元弘3年/正庆2年5月22日）），镰仓时代中期到末期的武士。北条氏得宗家被官、御内人、内管领。长崎氏一族。父亲是长崎光纲。圓喜（或円基）是其法名，俗家名按照谱系图应该是高纲，然而当时的文书也有记作盛宗的。
『太平記』和『保曆間記』记载，圆喜和其嫡子長崎高资二人在當時把持了巨大的权力，甚至凌驾于北条得宗家之上。

## 生平
初次见于史料是在同族的平赖纲因为平禅门之乱被剿灭的次年永仁2年（1294年）2月，作为9代执权・北条贞时的使者访问御持僧亲玄的记录。同年在贞时侧室播磨局的着带仪式（怀孕5个月时祈求安产的仪式）上和父亲光纲一同列在主席第一位。正安4年（1302年）被任命为得宗家分国武藏国守护代。
永仁5年（1297年）父亲光纲去世。圆喜未能继承光纲生前担任的世袭职位：得宗家执事（内管领）和侍所所司，二者分别被工藤杲禅和尾藤时纲继任。光纲去世后的这几年也是长崎氏的低谷。
嘉元3年（1305年）的嘉元之乱中贞时剿灭内管领北条宗方之后，德治2年（1307年）取代宗方担任内管领和侍所所司。延庆2年（1309年）4月与尾藤时纲共同担任寄合众（武家最高权力会议），并在彼时出家，法号圆喜，自称「长入道」，同时把侍所所司一职让予长男高贞。
庆长元年（1311年）贞时去世前后，和安达时显一同被任命为贞时嫡子高时的后见人，辅佐幼主高时主导幕政。因为年龄因素，正和5年（1316年）把内管领的职位让予嫡子高资。
当时负责幕府军事・警察权的侍所所司，以及掌管得宗家财政・行政・司法权的内管领职位都被长崎氏把持；而圆喜本人凭借着担任侍所所司和内管领的两个儿子操控着寄合众。表面上看，圆喜只是高时政权集体领导体制中的一员，然而凭借世袭，独占了侍所所司、内管领和寄合三大强力机构，逐渐开始超越其法定职权范围，掌握了左右镰仓政权的权力。
『花園天皇宸記』记载，正中元年（1324年）正中之变之后，圆喜与安达时显一道接见了为了洗清后醍醐天皇嫌疑而被派到镰仓的万里小路宣房。当时宣房在时显的诘问下狼狈不堪，然而最终事情得以比较和平地收场，据说是因为圆喜的意向。
元弘3年/正庆2年（1333年）5月新田义贞攻灭镰仓幕府之际，与北条一族一同在镰仓东胜寺自尽。